# Drótszőrű griffon
A drótszőrű griffon a vizslák csoportjába tartozó sokoldalú vadászkutya.

## Története
Habár írásos feljegyzések már 1545-ben említést tesznek griffonszerű kutyákról, a mai drótszőrű griffon kitenyésztése tulajdonképpen Hollandiában kezdődött az 1873-as évben, és egy fiatal vadász és sportember nevéhez kötődik, akit ma Eduard Karel Korthals néven ismerünk.
Eduard Karel Korthals 1851-ben született Amszterdamban, egy gazdag hajózási cég tulajdonosának gyermekeként. Fiatalkorától jobban érdekelte a vadászat és a kutyák, mint édesapjának az üzletei.
1873-ban, 22 évesen, édesapja segítségével áttelepül Németország Hessen tartományába, mely akkoriban híres volt apróvad állományáról. Négy évvel később, barátja, Albrecht zu Solms und Braunfels herceg, megbízza kennelje és tenyészete vezetésével. Ez volt akkoriban Németország egyik leghíresebb vadászkutya tenyészete, melyben főleg angol vizslák (pointerek) voltak, ugyanakkor engedélyezte a fiatal Korthalsnak, hogy griffonok tenyésztésével is foglalkozzon.
Korthals 7 griffon típusú kutyával kezdte a tenyésztést, melyek között volt drótszőrű, gyapjas szőrzetű, valamint egy félkész német vizsla típusú kutya is. A mai griffonok 7 „pátriárkája”: Banco, Hector, Janus, Satan, Donna, Junon és Mouche névre hallgattak.
A szűk körű beltenyésztés és szigorú szelekció, végül is 20 év alatt meghozta eredményét; kialakult a ma ismert kitűnő vadászkutya a drótszőrű griffon vagy más néven a Korthals Griffon. Azt, hogy mennyire szigorú tenyésztést folytatott, példázza az a tény, hogy 600 kutyából csak 62 kutyát engedélyezett továbbtenyésztésre.
Eduard Korthalsnak sikerült relatív rövid idő alatt egy olyan vadászkutyafajtát kitenyésztenie, amely sorra elbűvölte a kor híres szakembereit, úgy Németországban, Belgiumban, Franciaországban, mint szülőhazájában, Hollandiában.
1887. november 15-én, Solms herceg és más tenyésztők kérésére lejegyzi a Korthals griffon fajtasztenderdjét, mely a mai napig változatlan.
1888. július 29-én megalakul az első nemzetközi griffon klub, a németországi Mainzban, amelyet hamarosan követnek 1895-ben a belgiumi, 1901-ben a franciaországi, 1911-ben a hollandiai, majd 1916-ban az Amerikai Egyesült Államok-béli griffon klubok.

## Külleme és jelleme
A drótszőrű griffon külsejét tekintve megfelel az általános vizslatípusnak. Törzse valamivel zömökebb felépítésű, s lába némileg rövidebb. Feje hosszúkás, szeme sötétbarna vagy sötétsárga, füle lelóg. Jellegzetes szakálla és sűrű szemöldöke van, mely a szemet körülveszi de nem takarja el.
Gyengéd és büszke, kitűnő vadász, nagyon ragaszkodó a gazdájához és területéhez, melyet figyelmesen őriz a betolakodóktól. Gyerekekkel gyengéd.
- Fej

Nagy és hosszú, kemény szőrzet borítja, jól fejlett szakállal és szemöldökökkel.
A koponya nem túl széles, a koponya tető párhuzamos az orrháttal. A stop nem kihangsúlyozott. Az orrtükör mindig barna, az orr-rész hosszú négyzetes, hossza a koponyával megegyező, enyhe kosorr.
A szemek sötétbarnák vagy sötétsárgák, nagyok és kerekek, a szemöldök körülveszi a szemeket de nem takarhatja el. A szemeknek értelmet kell kifejezniök.
A fülek közepesen hosszúak, laposak, szemmagasságban tűzöttek, lelógók, rövidebb-hosszabb szőrrel borítottak.
- Nyak

Mérsékelten hosszú, toka és lebernyeg nélkül.
- Törzs

A törzs határozottan hosszabb mint a marmagasság, 1/20-ad vagy 1/10-eddel.
A hát egyenes, erős. Az ágyéktájék jól fejlett, a mell mély, nem túl széles.
- Farok

Vízszintesen hordott, a farok hegye lehet kissé felálló, vastagabb szőrrel borított. A farok semmi esetre sem lehet megtört. Általában harmadára vagy negyedére kurtítják.
- Végtagok

A mellső végtagok egyenesek, vastag szőrrel borítottak, mozgásban mindig párhuzamosak. A vállak jól kötöttek, inkább hosszabbak, erősen ferdék.
A hátsó végtagok hosszúak és izmosak, jó szögelésekkel, sűrű vastag szőrzettel borítva.
A mancsok kerekdedek, ívelt, erőteljes ujjakkal.
- Szín és szőrzet

Kívánatos az acél szürke gesztenyebarna foltokkal tarkítva, vagy a barnán spriccelt. Megengedett viszont a fehér barna vagy a fehér narancs színű foltokkal. Fekete szín viszont nem lehet a szőrzetében.
A szőrzet kemény, drótos, vaddisznóra emlékeztető tapintással, soha nem lehet göndör vagy gyapjas. Az aljszőrzet finom.
- Méretek

A kanok marmagassága 55–60 cm, a szukáké viszont 50–55 cm.
- Hibák

A fajtastandardtól való bármely eltérés, annak mértékétől függően büntetendő.

## Alkalmazása
A drótszőrű griffon egy sokoldalú, univerzális vadászkutya. 

A német vizslákhoz képest lassúbb (ez nem feltétlenül hátrány, a terepadottságoktól függ!), kiváló orrú és jól fejlett apportírozó képességgel megáldott vadászkutya. Jól dolgozik fácánra és vízivadra. Minthogy nem nagy területek bejárására való, ideális segítője idősebb sportembereknek.

## Rokon fajták
- drótszőrű német vizsla
- rövidszőrű német vizsla
- szálkásszőrű német vizsla